# Virgen de la Dulce Espera
Virgen de la Dulce Espera es una advocación  de las cerca de cuatrocientas advocaciones marianas registradas en Wikipedia, cuya imagen es la Virgen María en aquellos días cuando en sus entrañas albergaba con gozo al Divino Redentor, la cual es preferida por las mujeres embarazadas, en remembranza de la gestación de Jesús. Es la patrona de las mujeres que quieren o esperan a un hijo. También se le llama, "Virgen Encinta", o Nuestra Señora de la O, o Nuestra Señora de la Expectación. A ella acuden las familias que quieren embarazarse, quienes tienen un embarazo complicado, de alto riesgo, quienes imploran por una adopción o simplemente por su bendición para el ser que viene en camino. Hay que recordar que la Virgen de Guadalupe, también es una virgen embarazada, al igual que la Virgen de Zapopan. La Virgen María encinta, es una figura bíblica, de María que está en camino a la Vida eterna, a la salvación que vendrá desde su hijo. 

## Embarazos extraordinarios en la Biblia
La oración al Señor en favor de las embarazadas, es una súplica normalmente escuchada, para quienes son cumplidores a los ojos de Dios. Así podemos mencionar algunos pasajes bíblicos relacionados con la dificultad, gozo y favor del embarazo por Dios a los suplicantes.
Zacarías quien pertenecía al grupo sacerdotal su esposa Isabel, quienes eran cumplidores a los ojos de Dios, no tenían hijos, pues Isabel no podía tener familia y además eran de edad avanzada. Sin embargo, el ángel Gabriel, se le apareció y le dijo: “No temas Zacarías, porque tu oración ha sido escuchada. Tu esposa Isabel te dará un hijo y le pondrás por nombre Juan. Será un gozo para ti muy grande y muchos se alegrarán con su nacimiento.” 
Por otro lado, el profeta Isaías había anunciado que una virgen sería embarazada, y en el pasaje de la anunciación el Ángel Gabriel fue enviado a Nazaret a una joven virgen comprometida en matrimonio que le dice: “No temas María, porque has encontrado el favor de Dios, concebirás en tu seno y darás a luz a un hijo, al que le pondrás el nombre de Jesús,” “El Espíritu Santo descenderá sobre ti.”
El Señor se acordó de Sara y le cumplió lo que le había prometido, por eso, Sara quedó embarazada y le dio un hijo a Abraham en su vejez, en el tiempo que Dios le había dicho. Al hijo que Sara le dio Abraham le dio el nombre de Isaac.
De la misma manera “Isaac al SEÑOR en favor de su mujer, porque ella era estéril; y lo escuchó el SEÑOR, y Rebeca su mujer concibió a un hijo.

## Historia de la advocación
Desde el siglo V, se tienen registros de la devoción y veneración a la Virgen como intercesora ante su Hijo, para la protección y beneplácito por la concepción de un hijo. Se estableció el día octavo antes de Navidad, en el X concilio de Toledo del año 656. El 18 de diciembre se estableció como fecha para celebrar a la Virgen de la Dulce Espera, y esto ocurrió durante el mencionado concilio. En Argentina una capilla en la Colonia Villa Devoto, de Buenos Aires y en Bolivia la devoción a esta advocación es numerosa. En México y otros países también puede observarse esta advocación.

## Oraciones y Favores recibidos
Diversas oraciones y súplicas, son rezadas a la Virgen de la Dulce espera, incluyendo una novena. Múltiples milagros son atribuidos a la intercesión de la Virgen de la Buena Espera donde esculturas y santuarios le son dedicados, y en ellos se busca que tengan una experiencia cercana a Dios, de renovación de su fe y llenarse nuevamente de confianza y esperanza. Diversos tipos de imágenes son incluidas para esta advocación. 